# Eooxylides ecycla
Eooxylides ecycla är en fjärilsart som beskrevs av Hans Fruhstorfer 1926. Eooxylides ecycla ingår i släktet Eooxylides och familjen juvelvingar. Inga underarter finns listade i Catalogue of Life.